# Solar (album của Taeyang)
Solar album phòng thu solo đầu tiên của ca sĩ người Hàn Quốc Taeyang, thành viên của ban nhạc Big Bang. Album được phát hành vào ngày 1 tháng 7 năm 2010 thông qua hãng thu âm YG Entertainment. Đĩa đơn chủ đề "I Need a Girl" có sự góp mặt của thành viên cùng ban nhạc G-Dragon. Vào ngày 9 tháng 7 năm 2010, Solar đạt vị trí thứ 2 trên bảng xếp hạng album R&B/Soul của iTunes tại Hoa Kỳ và vị trí quán quân tại Canada. Trong Solar, ngoài việc thể hiện giọng hát của mình, Taeyang cũng cho thấy khả năng sáng tác nhạc (cho các bài hát "Solar", "Where U At", "Wedding Dress" và "Take It Slow") và viết lời (cho "Take It Slow").
Bản tái phát hành của album, Solar International, là album K-Pop phát hành trên iTunes dưới hai dạng audio và video. Bản audio (kèm theo một digital booklet) có mặt trên iTunes vào ngày 19 tháng 8 năm 2010, trong khi bản video (kèm theo phim tài liệu hậu trường) ra mắt ngày 10 tháng 9 năm 2010. Album bao gồm bản tiếng Anh của "I'll Be There", "Connection" (hợp tác với Big Tone), "Wedding Dress" và "I Need a Girl" (hợp tác với G-Dragon). Vào ngày 26 tháng 8 năm 2010, Solar International xếp ở vị trí thứ 5 trên bảng xếp hạng R&B/Soul của iTunes tại Hoa Kỳ và Nhật Bản, thứ ba tại Canada.

## Các đĩa đơn
"Where U At" (hợp tác với Teddy Park) là đĩa đơn (quảng bá) đầu tiên của album, được phát hành vào ngày 14 tháng 10 năm 2009. Trong video âm nhạc của bài hát, Taeyang nhảy cùng hai vũ công khác là Lyle Beniga và Shaun Evaristo trong một con hẻm nhỏ. Teddy Park xuất hiện cùng một chiếc xe môtô và thể hiện đoạn rap ngắn. Taeyang ban đầu mặc trang phục đen nhưng chuyển sang trắng ở phần nhảy chuyển tiếp. Cuối video, hai vũ công rời đi còn Taeyang đi về phía cuối hẻm và quay lại nhìn về phía một cô gái mặc đồ cưới (trong tiếng nhạc của bài hát "Wedding Dress").
"Wedding Dress", đĩa đơn quảng bá thứ hai mang âm hưởng R&B, được phát hành vào tháng 11 năm 2009. "I Need a Girl" (hợp tác với G-Dragon), đĩa đơn chủ đề của album, được phát hành vào ngày 1 tháng 7 năm 2010. Video âm nhạc của bài hát có sự góp mặt của Sandara Park và G-Dragon.
"I'll Be There" là đĩa đơn chính thứ hai của album và được phát hành vào ngày 2 tháng 8 năm 2010. Video âm nhạc của bài hát mang màu sắc u ám, gồm hai bản, tiếng Anh và tiếng Triều Tiên.

## Danh sách bài hát
| Bản chuẩn        | Bản chuẩn                                                                         | Bản chuẩn                         | Bản chuẩn          | Bản chuẩn        | Bản chuẩn  |
| STT              | Nhan đề                                                                           | Phổ lời                           | Phổ nhạc           | Hòa âm           | Thời lượng |
| ---------------- | --------------------------------------------------------------------------------- | --------------------------------- | ------------------ | ---------------- | ---------- |
| 1.               | "Solar" (Intro)                                                                   | Choice37                          | Choice37, Taeyang  | Choice37         | 1:01       |
| 2.               | "Superstar"                                                                       | Teddy                             | Teddy              |                  | 3:11       |
| 3.               | "I Need a Girl (hợp tac với G-Dragon)"                                            | Jeon Goon, Choi Gap Won, G-Dragon | Jeon Goon          | Jeon Goon        | 3:40       |
| 4.               | "Just a Feeling"                                                                  | Teddy                             | Teddy, Taeyang     | Teddy            | 3:36       |
| 5.               | "You're My"                                                                       | Jeon Goon, Choi Gap Won           | Jeon Goon          | Jeon Goon        | 2:48       |
| 6.               | "Move (hợp tác với Teddy của 1TYM)"                                               | Kush                              | Teddy, Kush        | Kush             | 4:03       |
| 7.               | "Break Down"                                                                      | Teddy                             | Teddy              | Teddy            | 4:02       |
| 8.               | "After You Fall Asleep (hợp tác với Swings)" (니가 잠든 후에; Neegah Jamdeun Hue) | G-Dragon, Swings                  | G-Dragon, Choice37 | Choice37         | 3:46       |
| 9.               | "Where U At"                                                                      | Teddy                             | Teddy, Taeyang     | Teddy            | 3:48       |
| 10.              | "Wedding Dress"                                                                   | Teddy                             | Teddy, Taeyang     | Teddy            | 4:01       |
| 11.              | "Take It Slow"                                                                    | Taeyang                           | Taeyang, cat@lyst  | cat@lyst         | 4:08       |
| Tổng thời lượng: | Tổng thời lượng:                                                                  | Tổng thời lượng:                  | Tổng thời lượng:   | Tổng thời lượng: | 38:04      |

| Bản đặc biệt     | Bản đặc biệt                                                                    | Bản đặc biệt |
| STT              | Nhan đề                                                                         | Thời lượng   |
| ---------------- | ------------------------------------------------------------------------------- | ------------ |
| 1.               | "Solar" (Intro)                                                                 | 1:01         |
| 2.               | "Superstar"                                                                     | 3:11         |
| 3.               | "I Need a Girl" (hợp tác với G-Dragon)                                          | 3:40         |
| 4.               | "Just a Feeling"                                                                | 3:36         |
| 5.               | "You're My"                                                                     | 2:48         |
| 6.               | "Move" (hợp tác với Teddy)                                                      | 4:03         |
| 7.               | "Break Down"                                                                    | 4:02         |
| 8.               | "After You Fall Asleep" (hợp tác với Swings) (니가 잠든 후에; Niga Jamdeun Hue) | 3:46         |
| 9.               | "Where U At"                                                                    | 3:48         |
| 10.              | "Wedding Dress"                                                                 | 4:01         |
| 11.              | "Prayer" (hợp tác với Teddy) (기도; Gido)                                       | 3:37         |
| 12.              | "Only Look At Me" (나만 바라봐; Naman Barabwa)                                  | 3:55         |
| 13.              | "Take It Slow"                                                                  | 4:08         |
| Tổng thời lượng: | Tổng thời lượng:                                                                | 45:52        |

| Bản Đài Loan đặc biệt | Bản Đài Loan đặc biệt                                                           | Bản Đài Loan đặc biệt |
| STT                   | Nhan đề                                                                         | Thời lượng            |
| --------------------- | ------------------------------------------------------------------------------- | --------------------- |
| 1.                    | "Solar" (Intro)                                                                 | 1:01                  |
| 2.                    | "Superstar"                                                                     | 3:11                  |
| 3.                    | "hợp tác với I Need a Girl" (G-Dragon)                                          | 3:40                  |
| 4.                    | "Just a Feeling"                                                                | 3:36                  |
| 5.                    | "You're My"                                                                     | 2:48                  |
| 6.                    | "Move" (hợp tác với Teddy)                                                      | 4:03                  |
| 7.                    | "Break Down"                                                                    | 4:02                  |
| 8.                    | "After You Fall Asleep" (hợp tác với Swings) (니가 잠든 후에; Niga Jamdeun Hue) | 3:46                  |
| 9.                    | "Where U At"                                                                    | 3:48                  |
| 10.                   | "Wedding Dress"                                                                 | 4:01                  |
| 11.                   | "Take It Slow"                                                                  | 4:08                  |
| 12.                   | "Only Look At Me" (나만 바라봐; Naman Barabwa)                                  | 3:55                  |
| 13.                   | "Prayer" (hợp tác với Teddy) (기도; Gido)                                       | 3:37                  |
| 14.                   | "Baby I'm Sorry"                                                                | 4:06                  |
| Tổng thời lượng:      | Tổng thời lượng:                                                                | 45:52                 |

| Bản Đài Loan đặc biệt(DVD) | Bản Đài Loan đặc biệt(DVD)                                                                | Bản Đài Loan đặc biệt(DVD) |
| STT                        | Nhan đề                                                                                   | Thời lượng                 |
| -------------------------- | ----------------------------------------------------------------------------------------- | -------------------------- |
| 1.                         | "Only Look At Me" (Video âm nhạc) (Phụ đề tiếng Trung)                                    |                            |
| 2.                         | "Wedding Dress" (Video âm nhạc) (Phụ đề tiếng Trung)                                      |                            |
| 3.                         | "Where U At" (Video âm nhạc) (Phụ đề tiếng Trung)                                         |                            |
| 4.                         | "Prayer" (hợp tác với Teddy) (Video âm nhạc) (Phụ đề tiếng Trung)                         |                            |
| 5.                         | "I Need a Girl" (hợp tác với G-Dragon) (Video âm nhạc) (Phụ đề tiếng Trung)               |                            |
| 6.                         | "Only Look At Me" (Trực tiếp) (Phụ đề tiếng Trung)                                        |                            |
| 7.                         | "Prayer" (hợp tác với Teddy) (Quá trình làm video âm nhạc) (Phụ đề tiếng Trung)           |                            |
| 8.                         | "Where U At" (Quá trình làm video âm nhạc) (Phụ đề tiếng Trung)                           |                            |
| 9.                         | "I Need a Girl" (hợp tác với G-Dragon) (Quá trình làm video âm nhạc) (Phụ đề tiếng Trung) |                            |

| Bản Quốc tế      | Bản Quốc tế                                         | Bản Quốc tế |
| STT              | Nhan đề                                             | Thời lượng  |
| ---------------- | --------------------------------------------------- | ----------- |
| 1.               | "Solar" (Intro)                                     | 0:57        |
| 2.               | "Superstar"                                         | 3:14        |
| 3.               | "Prayer" (hợp tác với Teddy) (기도; Gido)           | 3:41        |
| 4.               | "I'll Be There" (Bản tiếng Anh)                     | 3:19        |
| 5.               | "Wedding Dress" (Bản tiếng Anh)                     | 4:07        |
| 6.               | "Connection" (hợp tác với Big Tone) (Bản tiếng Anh) | 3:31        |
| 7.               | "Move" (hợp tác với Teddy)                          | 3:53        |
| 8.               | "Where U At"                                        | 3:49        |
| 9.               | "I Need a Girl" (hợp tác với G-Dragon)              | 3:40        |
| 10.              | "Look at Me" (나만 바라봐; Naman Barabwa)           | 4:00        |
| 11.              | "Take It Slow"                                      | 4:22        |
| 12.              | "I'll Be There" (Bản tiếng Hàn)                     | 3:15        |
| Tổng thời lượng: | Tổng thời lượng:                                    | 41:48       |

| DVD | DVD                                                  | DVD        |
| STT | Nhan đề                                              | Thời lượng |
| --- | ---------------------------------------------------- | ---------- |
| 1.  | "Prayer" (hợp tác với Teddy) (Video âm nhạc)         |            |
| 2.  | "Look at Me" (Video âm nhạc)                         |            |
| 3.  | "Where U At" (Video âm nhạc)                         |            |
| 4.  | "Wedding Dress" (Video âm nhạc)                      |            |
| 5.  | "I Need a Girl" (featuring G-Dragon) (Video âm nhạc) |            |
| 6.  | "I'll Be There" (Bản tiếng Hàn) (Video âm nhạc)      |            |
| 7.  | "I'll Be There" (Bản tiếng Anh) (Video âm nhạc)      |            |
| 8.  | "Phim tài liệu quá trình làm album 1"                |            |
| 9.  | "Phim tài liệu quá trình làm album 2"                |            |

## Lịch sử phát hành
| Khu vực       | Ngày                 | Định dạng                                            | Hãng đĩa                     |
| ------------- | -------------------- | ---------------------------------------------------- | ---------------------------- |
| Hàn Quốc      | 1 tháng 7 năm 2010   | Tải nhạc kĩ thuật số, CD                             | YG Entertainment, Mnet Media |
| Toàn thế giới | 1 tháng 7 năm 2010   | Tải nhạc kĩ thuật số                                 | YG Entertainment, Mnet Media |
| Toàn thế giới | 19 tháng 8 năm 2010  | Tải nhạc kĩ thuật số, CD (Bản quốc tế)               | YG Entertainment, Mnet Media |
| Đài Loan      | 13 tháng 12 năm 2013 | Tải nhạc kĩ thuật số, CD+DVD (Bản Đài Loan đặc biệt) | Warner Music Taiwan          |

## Xếp hạng
| Bảng xếp hạng (2010)          | Vị trí cao nhất |
| ----------------------------- | --------------- |
| Bảng xếp hạng Gaon hàng tuần  | 1               |
| Bảng xếp hạng Gaon hàng tháng | 3               |
| Bảng xếp hạng Gaon cuối năm   | 70              |

### Bảng xếp hạng R&B/Soul của iTunes
| Năm  | Quốc gia | Vị trí cao nhất |
| ---- | -------- | --------------- |
| 2010 | Canada   | 2               |
| 2010 | Hoa Kỳ   | 16              |
| 2010 | Đức      | 2               |
| 2010 | Nhật Bản | 8               |

### Doanh số
| Quốc gia                   | Doanh số                                                                |
| -------------------------- | ----------------------------------------------------------------------- |
| Hàn Quốc (Gaon) (bản cứng) | - 50.000+ (Bản thường) - 26.979+ (Bản đặc biệt) - 30.000+ (Bản quốc tế) |
| Nhật Bản                   | - 16.000+                                                               |
| Đài Loan                   | - 11.000+                                                               |

### Xếp hạng đĩa đơn
| Tên bài hát             | Vị trí cao nhất | Lượng tải kĩ thuật số |
| Tên bài hát             | Hàn Gaon        | Lượng tải kĩ thuật số |
| ----------------------- | --------------- | --------------------- |
| "I Need A Girl"         | 3               | 2.110.274             |
| "I'll Be There"         | 10              | 1.144.411             |
| "Superstar"             | 36              | 824.127               |
| "Just a Feeling"        | 37              | 664.542               |
| "You're My"             | 43              | 450.103               |
| "Break Down"            | 69              | 410.155               |
| "Move"                  | 59              | 311.220               |
| "Take It Slow"          | 81              | 221.344               |
| "After You Fall Asleep" | 49              | 170.520               |